# Otaki (Nuova Zelanda)
Otaki è un esteso centro abitato nel distretto di Kapiti Coast situata nella zona sud-occidentale dell'Isola del Nord in Nuova Zelanda.

## Geografia fisica
Si trova a metà tra la capitale Wellington, a 70 km a sud-ovest , e Palmerston North, a 70 km a nord-est. È il punto più a nord della regione di Wellington. La città si trova vicino al fiume Otaki, a circa 3 km dal suo sbocco nel Mar di Tasmania. Otaki è la porta di accesso ai monti della Tararua Range. La città è sempre battuta dal vento.

## Storia
È stata fondata dai Maori.